# SG Misburg
Die Sportgemeinschaft von 1896 Misburg in Hannover, kurz auch Sportgemeinschaft Misburg oder SG Misburg genannt, ist ein im 19. Jahrhundert gegründeter Sportverein im heute hannoverschen Stadtteil Misburg.

## Geschichte
Die Sportgemeinschaft bildete sich ursprünglich schon in der Gründerzeit des Deutschen Kaiserreichs als Männer-Turnverein Misburg (MTV Misburg).
1923 wurde mit der Turnerinnen-Abteilung auch eine Abteilung für Frauen gebildet. Wenige Jahre später wurde 1926 der Sportplatz an der – heutigen – Ludwig-Jahn-Straße gebaut, auf dem dann Handball-, Faustball- und Leichtathletik-Spiele ausgetragen werden konnten. Lage
Nachdem bereits 1933 die Nationalsozialisten die beiden Misburger Vereine Männerturnverein Vater Jahn von 1903 und Freie Turnerschaft Misburg von 1906 verboten hatten, fusionierten die beiden gemeinsam mit dem Männerturnverein Misburg unter dem neuen Namen Turnerschaft Misburg von 1896.
Nach dem Zweiten Weltkrieg durfte der Verein mit Genehmigung der britischen Militärregierung im August 1945 den Spielbetrieb unter seinem heutigen Namen wieder aufnehmen.
1948 wurde dem Verein die Box-Abteilung angegliedert, und 1949 durfte die SG Misburg die Sportanlage Weiße Erde nutzen, den späteren Sportpark Misburg der kommunale Sportanlage der damals noch selbständigen Stadt Misburg.
1960 trennten sich die Sparten Boxen unter dem Namen Box-Club Germania und Fußball in den Verein FC Stern Misburg von der Sportgemeinschaft. Zwar kehrten die Boxer 1969 noch einmal zur SG Misburg zurück, doch schließlich wurde die dortige Box-Abteilung 1976 endgültig aufgelöst.
Insbesondere seit dem Ende der 1970er konnten auch die Damen herausragende Erfolge erringen (siehe unten).
Die Handball-Damen spielten von 1994 bis 1997 in der 2. Handball-Bundesliga. 2008 zog sich die SG Misburg aus finanziellen Gründen aus der Regionalliga Nord zurück.

## Persönlichkeiten und Erfolge
- 1956 wurde Manfred Hass deutscher Meister im Weltergewicht.[1]
- 1967 wurde die Wasserball-Mannschaft deutscher Titelträger im Wettbewerb für Vereine ohne Winterbad (VoW).
- 1979 konnte sich Karin Engelhardt deutsche Meisterin im Turn-Mehrkampf nennen.[1]
- 1993 errang die Damenmannschaft die deutsche Meisterschaft im Trampolin-Springen.[1]

## Johann-Piltz-Ring
Nach Johann Piltz (* 12. Mai 1906 in Misburg; † 1981 in Hannover), dem langjährigen Vorsitzenden (1945–1954, 1958–1965) der SG Misburg, wurde die 1998 angelegte Straße Johann-Piltz-Ring im hannoverschen Stadtteil Misburg-Nord benannt.Lage